# Szent Erzsébet-bazilika (Sárospatak)
A Szeplőtelen fogantatás Bazilika vagy Szent Erzsébet Bazilika Sárospatak városában, a Sárospataki vár falai között található, Észak-Magyarország egyik legnagyobb csarnoktemploma, az egri érsekség alá tartozik. 2007-ben XVI. Benedek pápa nyitotta meg újra a templomot, és kisbazilika rangra emelte.

## Története
Itt már a 11. században egy kis rotundát építettek a királyi udvar kápolnájaként, amelyet egy évszázaddal később bővítettek ki. A jelenlegi impozáns gótikus templom 1492-ben készült el. 1526-tól a török hódoltság alatt a templom az erődítményfalak részévé vált. 1737-ben a templom egy nagy tűzvész áldozata lett, amely 50 évig tartó helyreállításhoz vezetett. A templom részeit, mint a tetőt például később barokk stílusban alakították át. Ez idő alatt kapta meg a templom a barokk főoltárt is, amely az akkor feloszlatott budai karmelita kolostorból származik. Az orgonát a 18. század végén helyezték el a templomban. Az utolsó helyreállításra 1964-1970-ben került sor. Az itt született Árpád-házi Szent Erzsébet ruházat- és csontrelikviáinak tárháza. A szocializmus idején egy alagsort fedeztek fel a templom alatt, de csak értéktelen dolgok maradtak ott a kíméletlen rablók után. 2007-ben a templom Kisbazilika (basilica minor) rangot kapott. A Kassai egyházmegye (azóta Kassai főegyházmegye) 1804-es létrehozásától kezdve 1937-ig annak fennhatósága alá tartozott.

## Fordítás
- Ez a szócikk részben vagy egészben  a   Baziliko de Sárospatak című eszperantó Wikipédia-szócikk ezen változatának fordításán alapul.  Az eredeti cikk szerkesztőit annak laptörténete sorolja fel. Ez a jelzés csupán a megfogalmazás eredetét és a szerzői jogokat jelzi, nem szolgál a cikkben szereplő információk forrásmegjelöléseként.
- Ez a szócikk részben vagy egészben  a   Basilika St. Johannes (Sárospatak) című német Wikipédia-szócikk ezen változatának fordításán alapul.  Az eredeti cikk szerkesztőit annak laptörténete sorolja fel. Ez a jelzés csupán a megfogalmazás eredetét és a szerzői jogokat jelzi, nem szolgál a cikkben szereplő információk forrásmegjelöléseként.